# かまっておんど
「かまっておんど」は1987年8月5日にフジテレビ系子供向け番組『ひらけ!ポンキッキ』の中で挿入歌として用いられた楽曲。

## 概要
つかこうへいが作詞、中村弘明が作曲し、編曲は小林信吾で、大竹しのぶが振りをつけながらコミカルな歌詞を歌い、リリースされたシングルは、子どもから大人まで幅広く支持されるヒットとなった。大竹は女優活動とともに、歌手としても活動しているが、「かまっておんど」は大竹が歌った楽曲としては、最大のヒット曲と考えられている。
シングルのヒットもあり、10月にはつかこうへいの文、朝倉摂の絵による同名の絵本『かまっておんど』が発売された。
「かまっておんど」は、その後に発表された『ひらけ!ポンキッキ』関係など、子ども向けの楽曲を集めた複数のコンピレーション・アルバムに収録された。また、2013年にリリースされた大竹のベスト・アルバム『ゴールデン☆ベスト』にも収録されている。
なお、シングルには、型番の異なる2種類があり、4G-0094盤は「かまっておんど」のみの片面レコードであったが、6G-0092盤は、B面にのこいのこが歌う「のりたいでんしゃ はしるきかんしゃ」（作詞：伊藤アキラ、作曲：越部信義、編曲：馬飼野俊一）が収録されていた。

## 収録アルバム
- ポンキッキスーパーベスト2 はたらくくるま（1994年7月21日）
- ひらけ！ポンキッキ ベスト（2018年10月3日）

## 絵本
- つかこうへい（文）、朝倉摂（絵）『かまっておんど』フジテレビ出版、1987年、ISBN 4-594-00181-5
- 『幼児教育えほん ひらけ!ポンキッキ 10 かまっておんどジャングルディスコ』講談社、1987年、ISBN 4-06-300910-6

## 収録ゲーム
- カラオケスタジオ（ファミリーコンピュータ）